# Elvis Costello

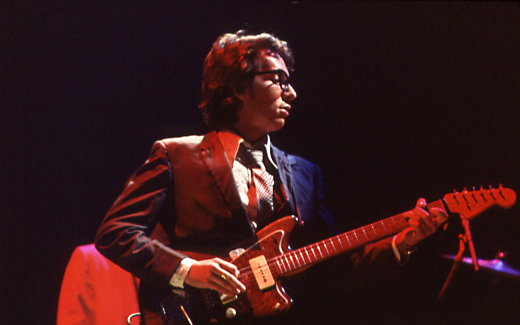
Elvis Costello (1978).

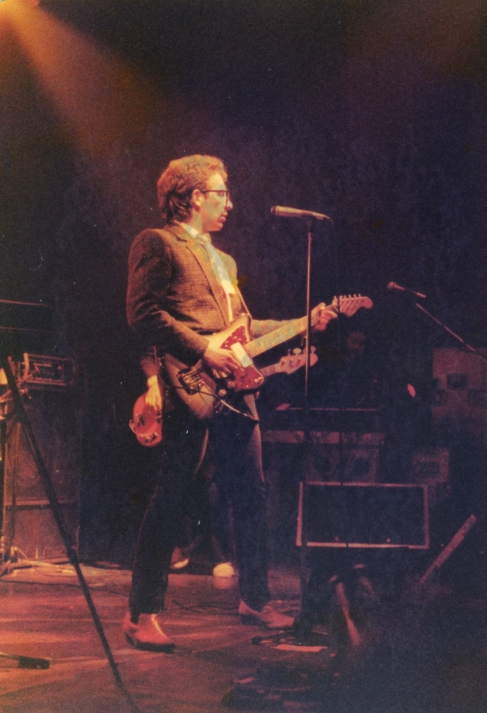
Elvis Costello (1979).

Elvis Costello, född Declan Patrick MacManus den 25 augusti 1954 i Paddington i London, är en brittisk sångare, låtskrivare och gitarrist. Costello har irländskt ursprung, vilket han i vissa fall återknutit till i kommentarer och musikinfluenser. Till hans mest kända låtar hör "Watching the Detectives" (1977), "Radio Radio" (1978), "Oliver's Army" (1979), och "I Can't Stand Up For Falling Down" (1980), den sistnämnda ursprungligen B-sida på Sam & Dave-singeln "Soothe Me" (1967).

## Biografi
Costello föddes som Declan Patrick MacManus i London-stadsdelen Paddington, men växte upp i Twickenham i samma stad (han började använda artistnamnet Elvis Costello då han skrev kontrakt med skivbolaget Stiff Records. 1977 tog han artistnamnet som officiellt namn. 1986 förändrade han namnet till Declan Patrick Aloysius MacManus). 
Costello växte upp med musik. Fadern Ross MacManus var jazztrumpetare och sångare i Joe Loss Orchestra, modern arbetade i skivbutik. Även farfadern Pat MacManus var musiker. År 1971, när han var 17 år, flyttade han med modern till Birkenhead i Liverpool. Under 1970-talet spelade Costello på pubrock-scener i London under namnet DP Costello och med bandet Flip City. I samband med att han fick sitt första skivkontrakt, på Stiff Records, skapades hans artistnamn. Elvis, efter den nyss avlidne Elvis Presley, och Costello, som var hans mors flicknamn. Med hjälp av namnet Elvis kunde Stiff Records marknadsföra honom med slogans som "Elvis Is King" och "Help Us Hype Elvis", vilket skapade chockvågor i musikindustrin. 
Costellos etablerades som större artist i samband med punkvågen, men hans musik har dock mycket lite med punk att göra. Costello hade ilskan, cynismen och passionen gemensamt med punken men skilde ut sig genom obehindrade kast mellan olika musikstilar och komplexa litterära texter.  Intimt förknippat med Costellos genombrott och tidiga karriär är kompbandet The Attractions (Steve Nieve, Bruce Thomas och Pete Thomas). Costellos debutalbum My Aim Is True spelades dock in med bandet Clover som senare skulle komma att bli kända som Huey Lewis and The News. När termen new wave myntades passade den perfekt för att beskriva Costello och med album som This Year's Model och Armed Forces etablerade han sig mot slutet av decenniet snabbt som ett av de stora namnen i den nya brittiska rocken.
Under 1980-talet vidgade han sitt musikaliska uttryck med mer sammansatta arrangemang på till exempel det kritikerrosade albumet Imperial Bedroom från 1982. Costello hyllades av kritiker och fick hitlåtar som "Everyday I Write the Book", men hans experiment med olika stilar resulterade även i mindre väl mottagna album som country-albumet Almost Blue 1981 och Goodbye Cruel World 1984. På King of America 1986 ändrade Costello radikalt sin stil igen med ett sparsmakat, akustiskt sound och mer direkta texter. Senare har han rört sig mellan rak rockmusik och mer experimentella projekt, som samarbetet med stråkkvartetten The Brodsky Quartet på The Juliet Letters från 1993.
År 2003 invaldes Elvis Costello & The Attractions i Rock and Roll Hall of Fame. 2016 valdes Elvis Costello även in i Rock and Roll Hall of Fame som soloartist för sin låtskrivargärning. Musiktidningen Rolling Stone har rankat honom som en av de hundra främsta artisterna genom tiderna.
Bland de kompositörer Costello samarbetat med finns bland andra Paul McCartney och Burt Bacharach. För samarbetet med Bacharach fick han en Grammy 1999. 1992 fick han tillsammans med Richard Harvey BAFTA Award för musiken till tv-serien G.B.H. År 2004 nominerades Costello till en Oscar för bästa sång för låten Scarlet Tide från filmen Åter till Cold Mountain.
I december 2008 inledde Elvis Costello en TV-serie med intervjuer och musik, Spectacle: Elvis Costello with..., som även visas på svensk TV, "Elvis Costello med gäster". 2003 hoppade han in som ersättare till David Letterman i ett avsnitt av Late Show with David Letterman. Han har medverkat i tv-serier och filmer som The Simpsons och Austin Powers: The Spy Who Shagged Me.
2015 utgav han självbiografin Unfaithful Music & Disappearing Ink. Den utkom i svensk översättning året därpå med titeln Skamlös musik & bleknande bläck.

## Låtskrivande

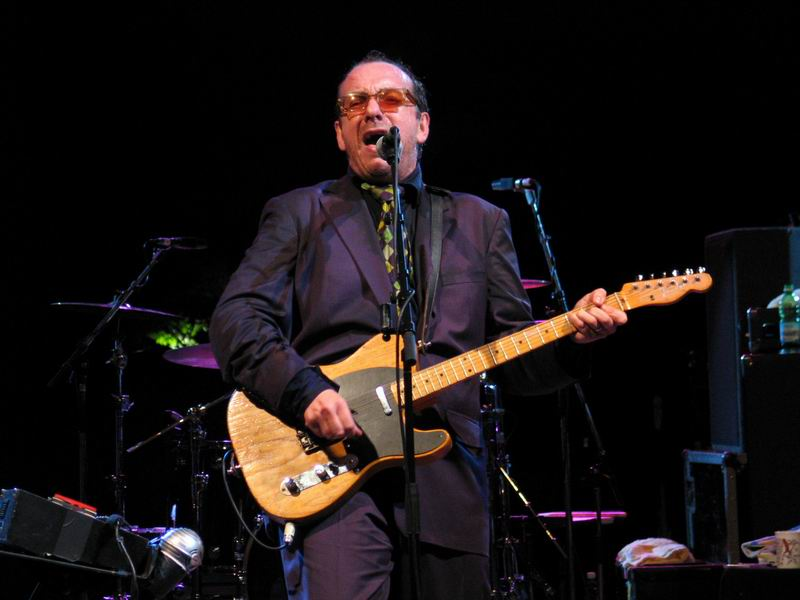
Elvis Costello när han spelade i Italien i juni 2005.

Elvis Costello anses vara en av de mest uppfinningsrika, inflytelserika och bästa låtskrivarna efter Bob Dylan. Han växlar obehindrat genre när det passar honom. En kritiker skrev att "Costello, the pop encyclopedia, can reinvent the past in his own image".
Costello framstod i början av sin kärriär som en arg ung man med låtar som associerades till punkmusikens uttryck. Singeln "Radio Radio" från 1978 var till exempel ett ilsket angrepp på den tidens radiostationer. "Det enda som motiverar mig är...hämnd och skuld", sade han i en intervju.  Han skrev emellertid tidigt också känslosamma kärlekslåtar som "Alison" från debutalbumet My Aim Is True.
Costello har bland annat uppmärksammats för sånger som på ytan framstår som trallvänliga poplåtar men som har en mörkare innebörd som inte alltid uppfattats av den breda publiken. Hans största singelhit "Oliver's Army" från 1979 är till exempel en politisk protestsång. "Veronica", som skrevs tillsammans med Paul McCartney, handlar om Alzheimers sjukdom. "The Other Side of Summer" är musikaliskt influerad av Brian Wilson, men har en sarkastisk text om den amerikanska livsstilen. Han har skrivit flera politiska låtar. "Shipbuilding", som först spelades in av Robert Wyatt 1982, handlar om Falklandskriget. Texten anses även av honom själv vara en av Costellos allra bästa.

## Artistsamarbeten
Elvis Costello har som låtskrivare samarbetat med bland andra Burt Bacharach, Paul McCartney och Allen Toussaint. Han har framträtt tillsammans med bland andra Tony Bennett, George Jones, Nick Lowe, Roy Orbison, T Bone Burnett, Madness, Annie Lennox, The Roots och hustrun Diana Krall. Han har även varit verksam inom klassisk musik med samarbeten med The Brodsky Quartet och Ann-Sofie von Otter och skrivit musik till en balett baserad på En midsommarnattsdröm.
Elvis Costello hyllade Joe Strummer efter hans död genom att på Grammygalan 2003 framföra London Calling tillsammans med Dave Grohl, Bruce Springsteen och Steven Van Zandt mfl.

## Familj
Costello var gift med Mary Burgoyne från 1974 till 1984. De har sonen Matthew tillsammans. Från 1986 till 2002 var han gift med Cait O'Riordan, medlem i folkrock-bandet The Pogues. Han är sedan 6 december 2003 gift med jazzpianisten och sångerskan Diana Krall. Paret har tvillingsönerna Dexter Henry Lorcan och Frank Harlan James, födda 2006, tillsammans.

## Diskografi
Elvis Costello
- My Aim Is True (1977)

Elvis Costello and the Attractions
- This Year's Model (1978)
- Live at the El Mocambo (1978)
- Armed Forces (1979)
- Get Happy!! (1980)
- Trust (1981)
- Almost Blue (1981)
- Imperial Bedroom (1982)
- Punch the Clock (1983)
- Goodbye Cruel World (1984)
- Blood and Chocolate (1986) (med sången "I Want You")

Elvis Costello
- King of America (1986)
- Spike (1989)
- Mighty Like a Rose (1991)

Elvis Costello and the Brodsky Quartet
- The Juliet Letters (1993)

Elvis Costello
- Brutal Youth (1994)
- Kojak Variety (1995)
- All This Useless Beauty, (1996)
- Costello & Nieve (1996)
- Painted from Memory (med Burt Bacharach) (1998)

Anne Sofie von Otter och Elvis Costello
- For the Stars (2001)

Elvis Costello
- When I Was Cruel (2002)
- North (2003)

Elvis Costello and the Imposters
- The Delivery Man (2004)
- Momofuku (2008)

Elvis Costello & Allen Toussaint
- The River In Reverse (2006)

Elvis Costello
- Il Sogno, (2004)
- Secret, Profane & Sugarcane (2009)
- National Ransom (2010)

Elvis Costello and The Roots
- Wise Up Ghost (2013)

Elvis Costello and The Imposters
- Look Now (2018)